# Eleições legislativas portuguesas de 1991 no distrito da Guarda
| Eleições legislativas portuguesas de 1991 Distritos: Aveiro \| Beja \| Braga \| Bragança \| Castelo Branco \| Coimbra \| Évora \| Faro \| Guarda \| Leiria \| Lisboa \| Portalegre \| Porto \| Santarém \| Setúbal \| Viana do Castelo \| Vila Real \| Viseu \| Açores \| Madeira \| Estrangeiro |

## Resultados por Concelho
Os resultados nos concelhos do Distrito da Guarda foram os seguintes:

### Aguiar da Beira
| Partido                 | Partido                       | Votos | %               | +/-  |
| ----------------------- | ----------------------------- | ----- | --------------- | ---- |
|                         | Partido Social Democrata      | 2 297 | 63,77 / 100,00  | 1,72 |
|                         | Partido Socialista            | 574   | 15,94 / 100,00  | 8,40 |
|                         | Centro Democrático e Social   | 443   | 12,30 / 100,00  | 3,63 |
|                         | Partido Renovador Democrático | 38    | 1,05 / 100,00   | 0,59 |
|                         | Outros                        | 121   | 3,36 / 100,00   |      |
| Votos Inválidos         | Votos Inválidos               | 129   | 3,59 / 100,00   | 1,78 |
| Total                   | Total                         | 3 602 | 100,00 / 100,00 |      |
| Eleitorado/Participação | Eleitorado/Participação       | 5 928 | 60,76 / 100,00  | 8,14 |

### Almeida
| Partido                 | Partido                           | Votos | %               | +/-  |
| ----------------------- | --------------------------------- | ----- | --------------- | ---- |
|                         | Partido Social Democrata          | 3 762 | 63,35 / 100,00  | 3,29 |
|                         | Partido Socialista                | 1 190 | 20,04 / 100,00  | 4,44 |
|                         | Centro Democrático e Social       | 515   | 8,67 / 100,00   | 0,49 |
|                         | Partido da Solidariedade Nacional | 92    | 1,55 / 100,00   | Novo |
|                         | Coligação Democrática Unitária    | 77    | 1,30 / 100,00   | 0,36 |
|                         | Outros                            | 144   | 2,42 / 100,00   |      |
| Votos Inválidos         | Votos Inválidos                   | 158   | 2,66 / 100,00   | 0,75 |
| Total                   | Total                             | 5 938 | 100,00 / 100,00 |      |
| Eleitorado/Participação | Eleitorado/Participação           | 9 315 | 63,75 / 100,00  | 9,56 |

### Celorico da Beira
| Partido                 | Partido                           | Votos | %               | +/-  |
| ----------------------- | --------------------------------- | ----- | --------------- | ---- |
|                         | Partido Social Democrata          | 3 236 | 62,05 / 100,00  | 3,48 |
|                         | Partido Socialista                | 1 188 | 22,78 / 100,00  | 5,38 |
|                         | Centro Democrático e Social       | 369   | 7,08 / 100,00   | 0,52 |
|                         | Coligação Democrática Unitária    | 74    | 1,42 / 100,00   | 0,79 |
|                         | Partido da Solidariedade Nacional | 64    | 1,23 / 100,00   | Novo |
|                         | Partido Socialista Revolucionário | 55    | 1,05 / 100,00   | 0,72 |
|                         | Outros                            | 107   | 2,05 / 100,00   |      |
| Votos Inválidos         | Votos Inválidos                   | 122   | 2,34 / 100,00   | 1,26 |
| Total                   | Total                             | 5 215 | 100,00 / 100,00 |      |
| Eleitorado/Participação | Eleitorado/Participação           | 8 567 | 60,87 / 100,00  | 6,66 |

### Figueira de Castelo Rodrigo
| Partido                 | Partido                           | Votos | %               | +/-  |
| ----------------------- | --------------------------------- | ----- | --------------- | ---- |
|                         | Partido Social Democrata          | 3 131 | 64,60 / 100,00  | 5,23 |
|                         | Partido Socialista                | 1 173 | 24,20 / 100,00  | 8,63 |
|                         | Centro Democrático e Social       | 212   | 4,37 / 100,00   | 0,07 |
|                         | Coligação Democrática Unitária    | 71    | 1,46 / 100,00   | 0,07 |
|                         | Partido da Solidariedade Nacional | 53    | 1,09 / 100,00   | Novo |
|                         | Outros                            | 105   | 2,17 / 100,00   |      |
| Votos Inválidos         | Votos Inválidos                   | 102   | 2,11 / 100,00   | 1,22 |
| Total                   | Total                             | 4 847 | 100,00 / 100,00 |      |
| Eleitorado/Participação | Eleitorado/Participação           | 7 226 | 67,08 / 100,00  | 7,69 |

### Fornos de Algodres
| Partido                 | Partido                        | Votos | %               | +/-  |
| ----------------------- | ------------------------------ | ----- | --------------- | ---- |
|                         | Partido Social Democrata       | 2 543 | 64,10 / 100,00  | 1,36 |
|                         | Partido Socialista             | 872   | 21,98 / 100,00  | 5,38 |
|                         | Centro Democrático e Social    | 278   | 7,01 / 100,00   | 0,07 |
|                         | Coligação Democrática Unitária | 43    | 1,08 / 100,00   | 1,03 |
|                         | Outros                         | 137   | 3,44 / 100,00   |      |
| Votos Inválidos         | Votos Inválidos                | 94    | 2,37 / 100,00   | 1,73 |
| Total                   | Total                          | 3 967 | 100,00 / 100,00 |      |
| Eleitorado/Participação | Eleitorado/Participação        | 5 561 | 71,34 / 100,00  | 3,27 |

### Gouveia
| Partido                 | Partido                           | Votos  | %               | +/-  |
| ----------------------- | --------------------------------- | ------ | --------------- | ---- |
|                         | Partido Social Democrata          | 5 629  | 54,80 / 100,00  | 2,45 |
|                         | Partido Socialista                | 3 246  | 31,60 / 100,00  | 1,83 |
|                         | Centro Democrático e Social       | 410    | 3,99 / 100,00   | 0,26 |
|                         | Coligação Democrática Unitária    | 386    | 3,76 / 100,00   | 0,88 |
|                         | Partido da Solidariedade Nacional | 109    | 1,06 / 100,00   | Novo |
|                         | Outros                            | 242    | 2,35 / 100,00   |      |
| Votos Inválidos         | Votos Inválidos                   | 250    | 2,44 / 100,00   | 1,00 |
| Total                   | Total                             | 10 272 | 100,00 / 100,00 |      |
| Eleitorado/Participação | Eleitorado/Participação           | 16 346 | 62,84 / 100,00  | 5,98 |

### Guarda
| Partido                 | Partido                           | Votos  | %               | +/-  |
| ----------------------- | --------------------------------- | ------ | --------------- | ---- |
|                         | Partido Social Democrata          | 12 013 | 48,61 / 100,00  | 4,67 |
|                         | Partido Socialista                | 8 969  | 36,29 / 100,00  | 6,88 |
|                         | Centro Democrático e Social       | 1 340  | 5,42 / 100,00   | 0,02 |
|                         | Coligação Democrática Unitária    | 591    | 2,39 / 100,00   | 0,76 |
|                         | Partido da Solidariedade Nacional | 446    | 1,80 / 100,00   | Novo |
|                         | Outros                            | 725    | 2,93 / 100,00   |      |
| Votos Inválidos         | Votos Inválidos                   | 630    | 2,55 / 100,00   | 0,84 |
| Total                   | Total                             | 24 714 | 100,00 / 100,00 |      |
| Eleitorado/Participação | Eleitorado/Participação           | 35 526 | 69,57 / 100,00  | 1,97 |

### Manteigas
| Partido                 | Partido                           | Votos | %               | +/-  |
| ----------------------- | --------------------------------- | ----- | --------------- | ---- |
|                         | Partido Social Democrata          | 1 048 | 45,23 / 100,00  | 3,89 |
|                         | Partido Socialista                | 806   | 34,79 / 100,00  | 5,63 |
|                         | Coligação Democrática Unitária    | 159   | 6,86 / 100,00   | 4,97 |
|                         | Centro Democrático e Social       | 84    | 3,63 / 100,00   | 3,72 |
|                         | Partido da Solidariedade Nacional | 51    | 2,20 / 100,00   | Novo |
|                         | PCTP/MRPP                         | 42    | 1,81 / 100,00   | 1,50 |
|                         | Partido Socialista Revolucionário | 30    | 1,29 / 100,00   | 0,98 |
|                         | Outros                            | 30    | 1,32 / 100,00   |      |
| Votos Inválidos         | Votos Inválidos                   | 67    | 2,90 / 100,00   | 0,09 |
| Total                   | Total                             | 2 317 | 100,00 / 100,00 |      |
| Eleitorado/Participação | Eleitorado/Participação           | 3 668 | 63,17 / 100,00  | 8,30 |

### Mêda
| Partido                 | Partido                           | Votos | %               | +/-  |
| ----------------------- | --------------------------------- | ----- | --------------- | ---- |
|                         | Partido Social Democrata          | 2 802 | 66,30 / 100,00  | 1,57 |
|                         | Partido Socialista                | 673   | 15,93 / 100,00  | 3,39 |
|                         | Centro Democrático e Social       | 406   | 9,61 / 100,00   | 1,52 |
|                         | Partido Socialista Revolucionário | 52    | 1,23 / 100,00   | 0,97 |
|                         | Coligação Democrática Unitária    | 50    | 1,18 / 100,00   | 0,28 |
|                         | Outros                            | 133   | 3,14 / 100,00   |      |
| Votos Inválidos         | Votos Inválidos                   | 110   | 2,60 / 100,00   | 1,35 |
| Total                   | Total                             | 4 226 | 100,00 / 100,00 |      |
| Eleitorado/Participação | Eleitorado/Participação           | 6 892 | 61,32 / 100,00  | 6,04 |

### Pinhel
| Partido                 | Partido                           | Votos  | %               | +/-  |
| ----------------------- | --------------------------------- | ------ | --------------- | ---- |
|                         | Partido Social Democrata          | 4 751  | 65,58 / 100,00  | 3,74 |
|                         | Partido Socialista                | 1 467  | 20,25 / 100,00  | 4,50 |
|                         | Centro Democrático e Social       | 389    | 5,37 / 100,00   | 0,39 |
|                         | Coligação Democrática Unitária    | 128    | 1,77 / 100,00   | 0,75 |
|                         | Partido da Solidariedade Nacional | 86     | 1,19 / 100,00   | Novo |
|                         | Outros                            | 232    | 3,21 / 100,00   |      |
| Votos Inválidos         | Votos Inválidos                   | 192    | 2,65 / 100,00   | 0,07 |
| Total                   | Total                             | 7 245  | 100,00 / 100,00 |      |
| Eleitorado/Participação | Eleitorado/Participação           | 11 949 | 60,63 / 100,00  | 5,23 |

### Sabugal
| Partido                 | Partido                           | Votos  | %               | +/-  |
| ----------------------- | --------------------------------- | ------ | --------------- | ---- |
|                         | Partido Social Democrata          | 7 241  | 65,86 / 100,00  | 1,20 |
|                         | Partido Socialista                | 2 090  | 19,01 / 100,00  | 4,55 |
|                         | Centro Democrático e Social       | 683    | 6,21 / 100,00   | 2,24 |
|                         | Partido da Solidariedade Nacional | 138    | 1,26 / 100,00   | Novo |
|                         | Partido Socialista Revolucionário | 124    | 1,13 / 100,00   | 0,79 |
|                         | Coligação Democrática Unitária    | 118    | 1,07 / 100,00   | 0,15 |
|                         | Outros                            | 258    | 2,35 / 100,00   |      |
| Votos Inválidos         | Votos Inválidos                   | 343    | 3,12 / 100,00   | 0,54 |
| Total                   | Total                             | 10 995 | 100,00 / 100,00 |      |
| Eleitorado/Participação | Eleitorado/Participação           | 17 170 | 64,04 / 100,00  | 3,30 |

### Seia
| Partido                 | Partido                           | Votos  | %               | +/-  |
| ----------------------- | --------------------------------- | ------ | --------------- | ---- |
|                         | Partido Social Democrata          | 9 360  | 55,61 / 100,00  | 3,73 |
|                         | Partido Socialista                | 5 254  | 31,21 / 100,00  | 2,64 |
|                         | Coligação Democrática Unitária    | 624    | 3,71 / 100,00   | 2,88 |
|                         | Centro Democrático e Social       | 613    | 3,64 / 100,00   | 0,68 |
|                         | Partido da Solidariedade Nacional | 185    | 1,10 / 100,00   | Novo |
|                         | Outros                            | 424    | 2,52 / 100,00   |      |
| Votos Inválidos         | Votos Inválidos                   | 372    | 2,21 / 100,00   | 0,70 |
| Total                   | Total                             | 16 832 | 100,00 / 100,00 |      |
| Eleitorado/Participação | Eleitorado/Participação           | 25 585 | 65,79 / 100,00  | 7,27 |

### Trancoso
| Partido                 | Partido                           | Votos  | %               | +/-  |
| ----------------------- | --------------------------------- | ------ | --------------- | ---- |
|                         | Partido Social Democrata          | 4 630  | 64,68 / 100,00  | 3,42 |
|                         | Partido Socialista                | 1 307  | 18,26 / 100,00  | 4,04 |
|                         | Centro Democrático e Social       | 621    | 8,68 / 100,00   | 1,04 |
|                         | Coligação Democrática Unitária    | 99     | 1,38 / 100,00   | 0,22 |
|                         | Partido Socialista Revolucionário | 88     | 1,23 / 100,00   | 0,98 |
|                         | Partido da Solidariedade Nacional | 80     | 1,12 / 100,00   | Novo |
|                         | Outros                            | 153    | 2,14 / 100,00   |      |
| Votos Inválidos         | Votos Inválidos                   | 180    | 2,51 / 100,00   | 0,88 |
| Total                   | Total                             | 7 158  | 100,00 / 100,00 |      |
| Eleitorado/Participação | Eleitorado/Participação           | 10 916 | 65,57 / 100,00  | 4,31 |

### Vila Nova de Foz Côa
| Partido                 | Partido                           | Votos | %               | +/-  |
| ----------------------- | --------------------------------- | ----- | --------------- | ---- |
|                         | Partido Social Democrata          | 3 545 | 61,98 / 100,00  | 2,09 |
|                         | Partido Socialista                | 1 454 | 25,42 / 100,00  | 6,41 |
|                         | Centro Democrático e Social       | 276   | 4,83 / 100,00   | 1,41 |
|                         | Coligação Democrática Unitária    | 101   | 1,77 / 100,00   | 1,52 |
|                         | Partido da Solidariedade Nacional | 66    | 1,15 / 100,00   | Novo |
|                         | Outros                            | 140   | 2,45 / 100,00   |      |
| Votos Inválidos         | Votos Inválidos                   | 138   | 2,41 / 100,00   | 0,59 |
| Total                   | Total                             | 5 720 | 100,00 / 100,00 |      |
| Eleitorado/Participação | Eleitorado/Participação           | 8 981 | 63,69 / 100,00  | 2,39 |